# Processo di Stalino
Il processo di Stalino  fu uno dei processi sovietici aperti contro gli stranieri accusati di crimini di guerra durante la seconda guerra mondiale. Furono processati 12 prigionieri di guerra tedeschi, compreso il generale K. Röpke, comandante della 46ª divisione di fanteria della Wehrmacht. Tutti i prigionieri di guerra furono giudicati colpevoli: 10 persone furono condannate a 25 anni di lavori forzati ciascuna, 1 persona a 20 anni e 1 persona a 15 anni. Nel 1955 furono ristabiliti i rapporti diplomatici amichevoli tra l'URSS e la Germania Ovest e nel 1956 i detenuti sopravvissuti furono rimpatriati e quindi effettivamente rilasciati.

## Denominazione del processo
La stampa sovietica nel 1947 usò nomi diversi per indicare il processo: il quotidiano Izvestija lo definì "Processo in montagna. Stalino", il quotidiano Pravda lo definì "Il processo per le atrocità dei criminali nazisti nel Donbass", anche se questo nome non fu corretto poiché il processo non prese in considerazione i crimini commessi in tutto il territorio del Donbass, infatti al processo non si fecero riferimenti ai crimini commessi nelle città del Donbass orientale.
Negli studi storici, come nel caso di Dmitrij Astaškin, viene utilizzato il nome "processo di Stalino (Donec'k)", mentre Dmitrij Titarenko nel 2020 ha utilizzato la denominazione "processo di Stalino".

## Contesto storico

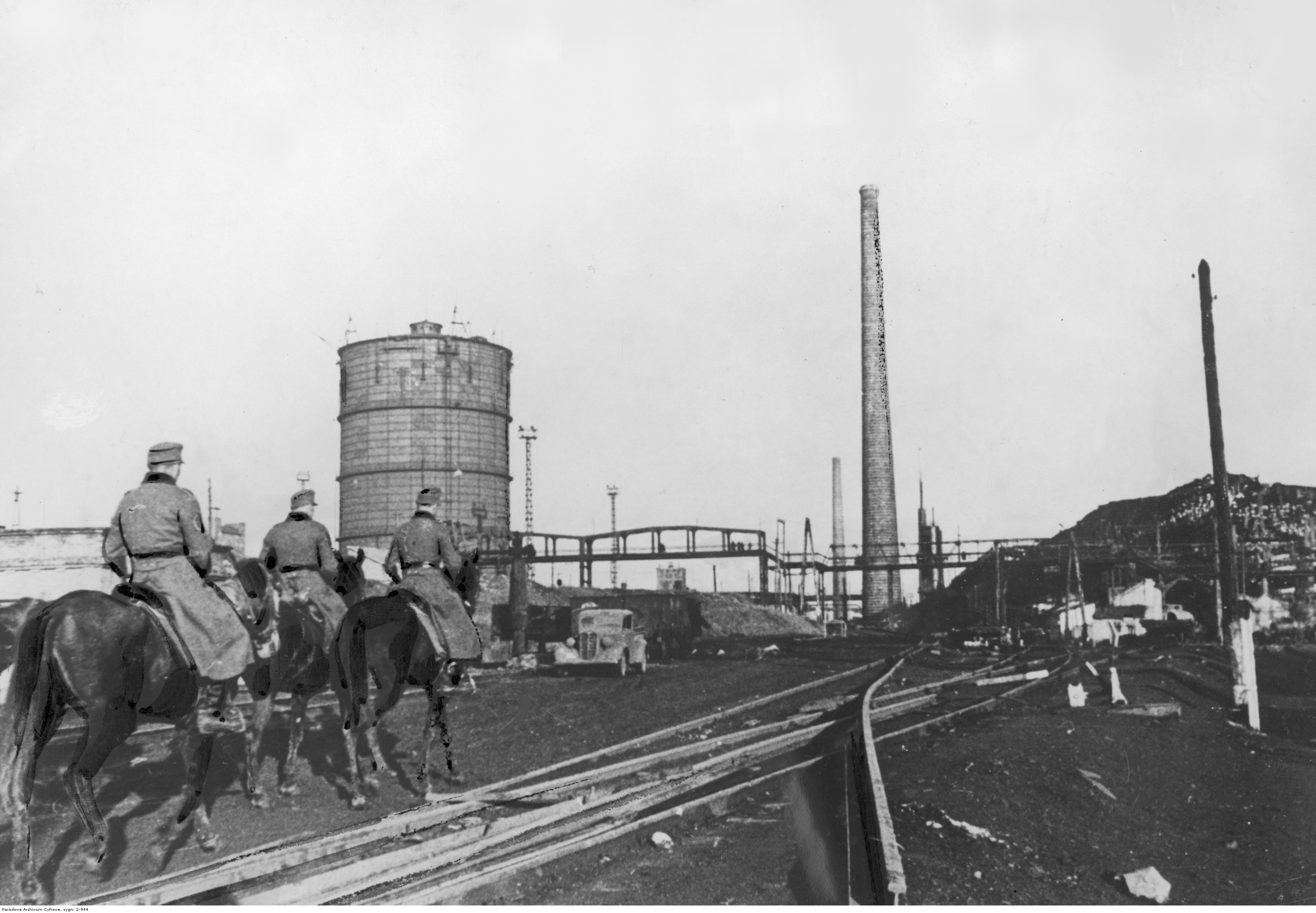
Le truppe tedesche entrano a Stalino.

Nell'ottobre 1941 l'Oblast di Stalino fu invasa, Stalino fu occupata il 21 ottobre dalle truppe italo-tedesche. Nel novembre-dicembre 1941, parte della regione fu liberata. Nel luglio 1942, le truppe tedesche conquistarono la regione. Nel febbraio 1943, le truppe sovietiche liberarono questi territori, respingendo nuovamente i tedeschi. Nel settembre 1943, l'offensiva del Donbass portò alla liberazione della regione e il 9 settembre 1943 la città di Stalino fu liberata. Durante l'intero periodo di occupazione, la regione fu posta sotto il controllo dell'amministrazione militare tedesca e non fece parte del Reichskommissariat Ukraine.
Sul territorio della regione di Stalino, secondo i dati (seppur incompleti) della Commissione di Stato straordinaria (ČGK), furono uccisi 174.416 civili e 149.367 prigionieri di guerra. I loro corpi furono gettati nelle miniere, a Stalino più di 75.000 persone furono gettate nella miniera dismessa n. 4/4-bis, di cui una parte significativa già uccisa nei gaswagen e altre ancora vive. Molti furono i cadaveri sepolti nelle miniere di Makiïvka (circa 30.000) e Horlivka (circa 14.000). Alcune persone furono fucilate in prossimità delle fosse comuni, dopodiché i loro cadaveri furono sepolti nelle stesse fosse. Durante la ritirata, i tedeschi fecero saltare in aria le strutture e di conseguenza i corpi (alcuni dei quali già decomposti) furono ricoperti dai detriti. Tra queste persone ci furono anche degli ebrei, la maggior parte fu evacuata prima dell'arrivo degli occupanti, mentre la gran parte dei restanti non sopravvisse all'occupazione. Sopravvisse solo un ingegnere minerario che, gettandosi nella fossa, riuscì a nascondersi per poi risalire in superficie 2 giorni dopo.

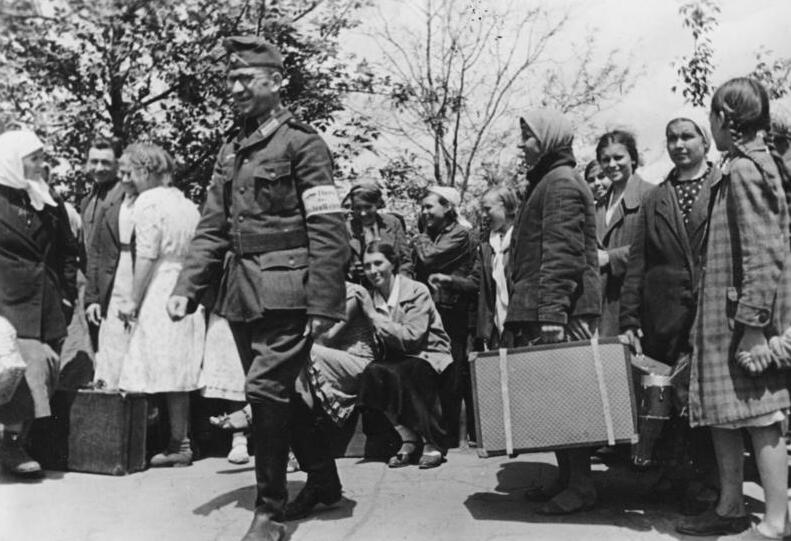
Residenti di Artëmovsk prima di essere deportati in Germania, maggio 1942.

Sempre secondo i dati della Commissione, gli occupanti deportarono 252.000 abitanti locali per impiegarli in lavori forzati. Molti edifici furono distrutti durante l'occupazione, e specialmente durante la ritirata, in maniera deliberata. Il 2 settembre 1943, quando le truppe tedesche iniziarono a ritirarsi, fu inviato un ordine per il Gruppo d'armate Sud:
L'11 settembre 1943, il comandante del Gruppo d'armate Sud, von Manstein, emanò un ordine in cui si affermò:

## Preparazione del processo

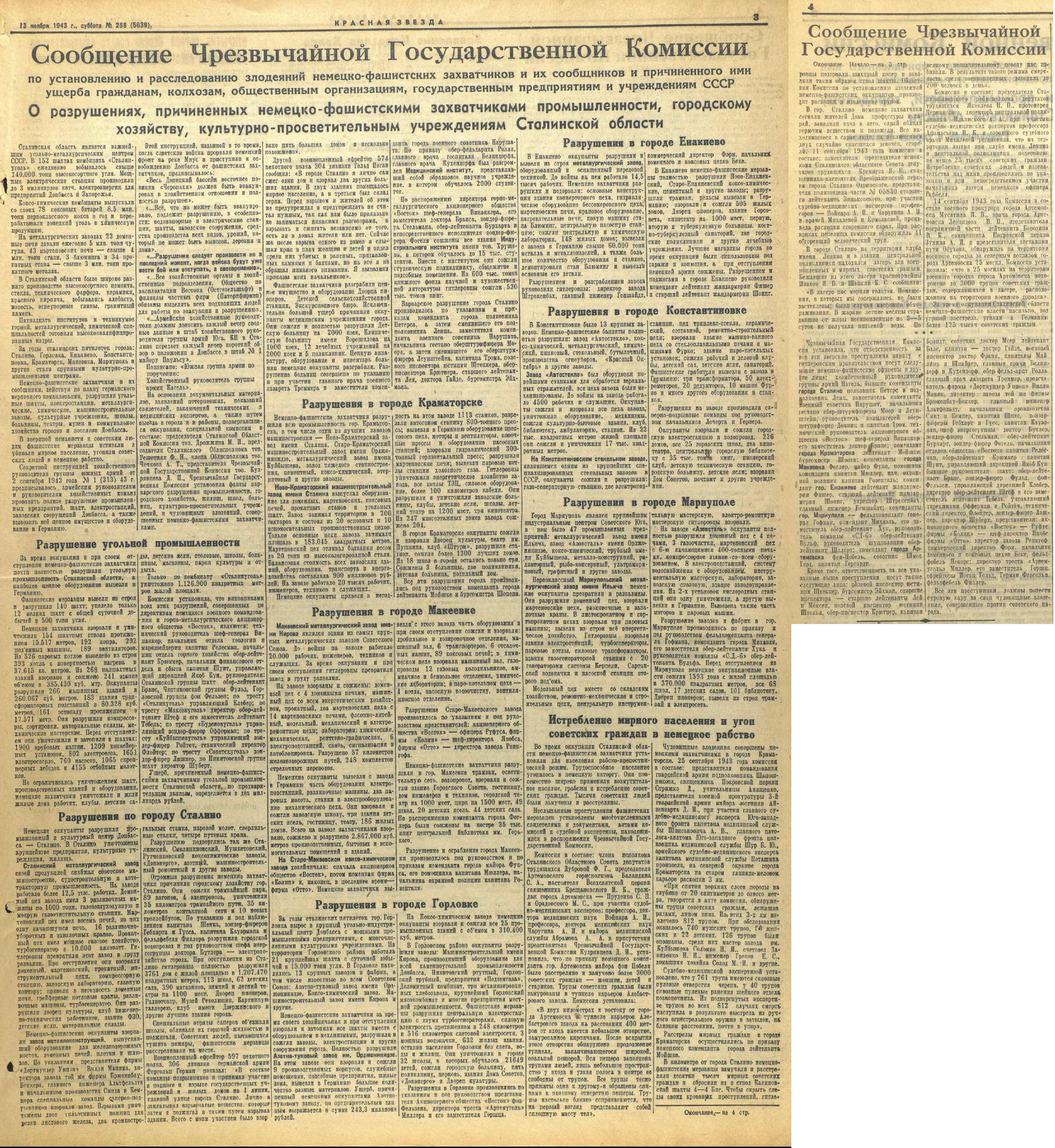
Rapporto della Commissione sulle conseguenze dell'occupazione del Donbass, Krasnaja Zvezda, 13 novembre 1943.

La raccolta delle informazioni sui crimini di guerra commessi a Stalino iniziò subito dopo la liberazione: furono create delle commissioni con il compito di intervistare i testimoni oculari, di raccogliere il materiale e redigere gli atti necessari. Il 16 ottobre 1943 la Commissione condusse i lavori sullo studio dei crimini commessi nel territorio della miniera 4/4-bis.
Il problema principale fu il numero delle vittime gettate nelle miniere. Nell'autunno del 1943, furono riesumati alcuni corpi nelle fosse, fu ritenuto inopportuno continuare per l'avanzato stato di decomposizione dei corpi. Pertanto, il numero dei morti rappresenta una stima basata sul confronto tra il volume della miniera piena di corpi con il volume di un corpo in fase di decomposizione. Si scoprì anche che i corpi furono cosparsi di soda caustica per accelerarne la decomposizione. Nel gennaio 1944 la portata del crimine divenne più o meno chiara.
Già il 13 novembre 1943, il giornale Krasnaja Zvezda pubblicò un articolo "Sulla distruzione causata dagli invasori tedeschi dell'industria, dell'economia urbana, delle istituzioni culturali ed educative della regione di Stalino". Questo articolo conteneva le conclusioni delle commissioni redatte per gli insediamenti di Artëmovsk, Kramators'k e Stalino.

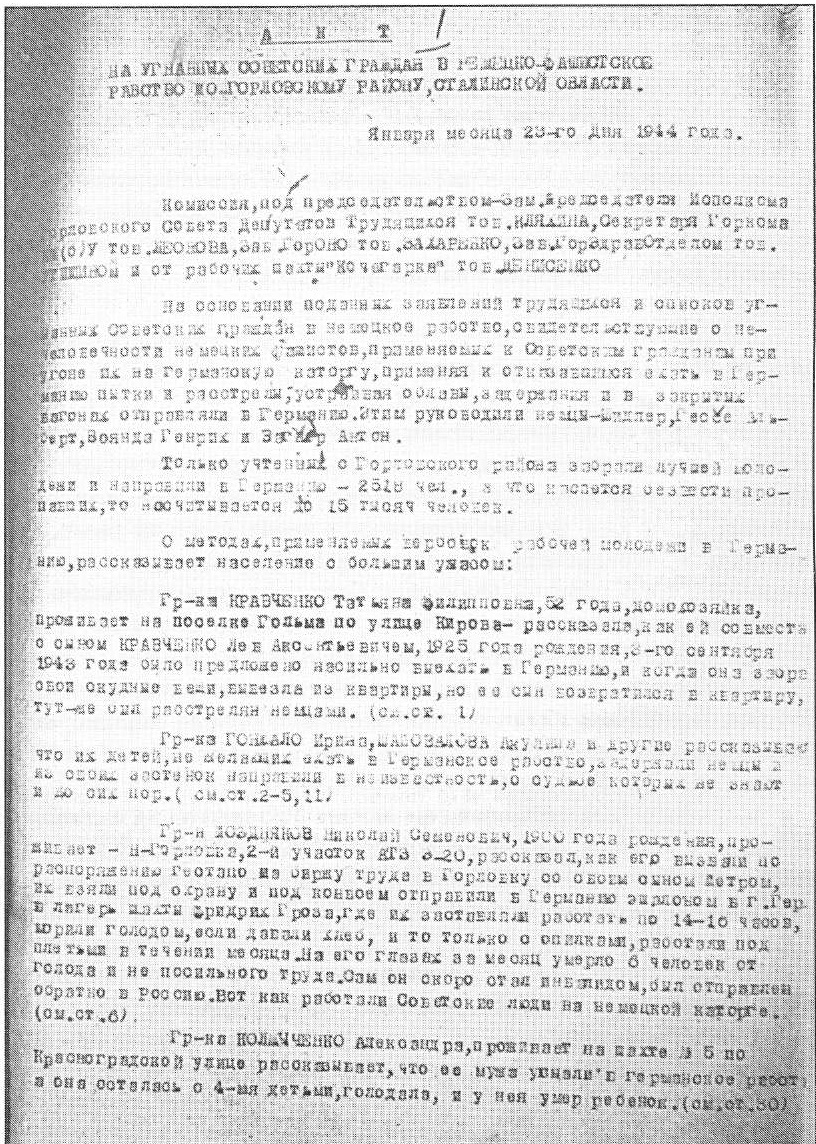
L'atto della Commissione di Stato straordinaria sulla deportazione della popolazione del distretto di Horlivka. Compilato nel gennaio 1944.

Le commissioni all'interno del ČGK continuarono a lavorare anche in seguito. Nel gennaio 1944, fu stilato un nuovo documento sulla deportazione in Germania dei residenti del distretto di Horlivka.
Uno dei crimini di guerra commessi a Stalino fu esaminato nel processo di Norimberga. Nel 1945-1946, in varie città dell'URSS, si tennero dei processi pubblici contro i prigionieri di guerra stranieri accusati di crimini di guerra: in due processi, a Kiev e Minsk, furono esaminati alcuni crimini commessi nella regione di Stalino.
Nel 1946, il generale Burckhardt (impiccato il 29 gennaio 1946 a Kiev) e il caporale Lauer (condannato a 20 anni di lavori forzati), furono condannati sia a Kiev che a Minsk insieme a uno dei capi della polizia di Stalino nella prima metà del 1943, il SS-Brigadeführer E. Gerf (impiccato il 30 gennaio 1946 a Minsk). Burkhardt fu accusato di aver ucciso 8.000 persone a Makiïvka, circa 6.000 persone a Kramators'k, a Stalino circa 75.000 cittadini furono gettati nella miniera 4/4-bis. Per ordine di Burkhardt, i cittadini sovietici furono deportati in Germania e durante la ritirata fu ordinato di uccidere tutti coloro tenuti in custodia e di bruciare Stalino, Artëmovsk, Konstantinovka e altri insediamenti. Al processo di Kiev, furono usate come prova le testimonianze dei residenti della regione di Stalino, incluso l'unico sopravvissuto tra coloro che furono gettati nella miniera 4/4-bis. Al processo di Kiev furono portate anche delle testimonianze secondo cui i nazisti sparpagliarono del cibo nella città di Stalino con lo scopo di uccidere i bambini affamati.
Allo stesso tempo, ci furono i processi contro i collaboratori che aiutarono gli occupanti a commettere i crimini di guerra. Dal 16 al 24 settembre 1946 si tenne a Stalino un processo pubblico contro i complici degli invasori, tra cui il sindaco della città Andrej Eichman. Il caso fu esaminato dal tribunale militare dell'NKVD ed Eichman fu condannato alla fucilazione ai sensi dell'articolo 54-1a del codice penale della RSS Ucraina.
Nel 1947 in URSS si svolsero una serie di nuovi processi aperti contro i prigionieri di guerra. Il 18 maggio 1947, il ministro degli Interni Kruglov presentò al vicepresidente del Consiglio dei ministri dell'URSS Molotov un progetto di decreto governativo per lo svolgimento dei processi in nove città: Sebastopoli, Chișinău, Černihiv, Vicebsk, Babrujsk, Stalino, Poltava, Homel', Novgorod. La bozza presupponeva che sarebbero stati giudicati anche coloro che non si fossero dichiarati colpevoli.
All'inizio di settembre 1947, Kruglov e il vice ministro degli Esteri Vyšinskij, in una lettera inviata a Stalin, informarono che i dipendenti del Ministero degli Interni avevano raccolto il materiale per istruire un processo contro 136 criminali di guerra, tra cui 19 generali, 68 ufficiali e 49 soldati semplici. A questo proposito, Kruglov e Vyšinskij proposero una commissione interdipartimentale per l’organizzazione dei processi composta da: come presidente il Ministro della Giustizia N. M. Ryčkov; come vice presidente il Procuratore Generale dell'URSS G. N. Safonov; il Ministro degli affari interni S. N. Kruglov; il Vice Ministro della Sicurezza dello Stato S. I. Ogol'cov; il Presidente della Corte Suprema dell'URSS I. T. Goljakov; il capo del dipartimento del Ministero degli Affari Esteri S. A. Golunskij.
Il 10 settembre 1947, il Consiglio dei Ministri dell'URSS adottò una risoluzione sull'organizzazione dei processi pubblici proposta da Kruglov. Inizialmente, il processo di Stalino fu istruito contro il personale militare della 257ª divisione di fanteria. Questa divisione fu impiegata nella lotta contro i partigiani con il compito specifico di uccidere la popolazione civile con un colpo alla nuca o impiccandola con appeso un cartello "partigiano" scritto in russo, ucraino e tedesco. Durante gli interrogatori, contro gli uomini fu ordinato di usare i manganelli in gomma mentre contro le donne i tubi in gomma. Il comandante della divisione, che dall'agosto 1945 si trovò detenuto nel campo di prigionia sovietico di Pervoural'sk, non fu coinvolto nel processo.
Il documento della Direzione Generale per i prigionieri di guerra e gli internati, datato 16 maggio 1947, elenca 14 prigionieri di guerra in servizio nella 257ª divisione di fanteria e che avrebbero dovuto essere processati a Stalino. Dal documento risulta che il processo fu combinato con un altro procedimento penale contro 11 persone, le cui indagini furono chiuse dal Ministero degli Affari Interni della RSSA Tatara, e con un procedimento penale contro 3 persone, le cui indagini furono condotte dal Ministero degli affari interni dell'Oblast' di Čeljabinsk: 6 imputati si dichiararono colpevoli, 2 si dichiararono in parte colpevoli e 6 prigionieri di guerra non si dichiararono colpevoli, la colpevolezza dei prigionieri di guerra fu provata sia dalla loro testimonianza personale che dagli atti della Commissione Straordinaria di Stato, nonché dalla testimonianza dell'"ex sacerdote della 257ª divisione Steinbauer". Alla vigilia dei processi, su suggerimento di Kruglov, fu creata una nuova commissione speciale composta dai rappresentanti della Procura dell'URSS, del Ministero degli Affari Interni e del Ministero della Sicurezza dello Stato dell'URSS, presieduta dal Ministro della Giustizia dell'URSS Ryčkov, che avrebbe dovuto verificare la fondatezza delle accuse mosse e di conseguenza sfoltire la lista degli imputati del processo. Furono presentate anche le accuse contro coloro che non prestarono servizio nella 257ª divisione di fanteria, gli imputati furono identificati nei campi delle regioni di Vorošilovgrad e Stalino, tra i quali 2 prigionieri di guerra portati da Kiev.
Dei 14 indagati presenti nell'elenco del 16 maggio 1947, l'atto d'accusa finale fu formalizzato contro Gustav Zander, Reinhold Jagow e Walter Gaargauz: di questi, Zander e Gaargauz non si dichiararono colpevoli, due furono sotto inchiesta del Ministero degli Affari Interni della RSSA Tatara, e Reingold Jagow fu sotto inchiesta del Ministero degli Affari Interni dell'Oblast' di Čeljabinsk.

## Composizione del tribunale
Il processo fu tenuto dal tribunale militare del distretto militare di Kiev composto dal generale F. F. Karavajkov come presidente, i membri della corte furono il tenente colonnello Dubinin e il maggiore Kotenko. L'accusa fu sostenuta dal colonnello I. F. Semaško e dal tenente colonnello Čubarov. Semaško, nel 1946, fu anche il pubblico ministero al processo di Nikolaev.

## Gli imputati e le accuse

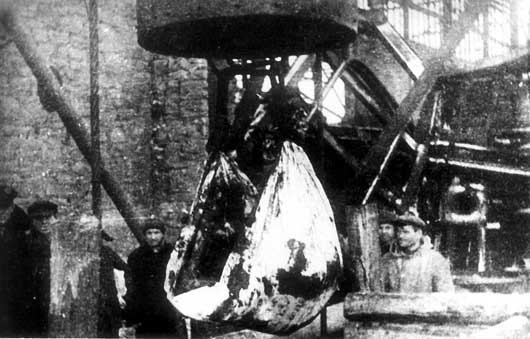
Estrazione dei corpi dalla miniera 4/4-bis, 1943.

Al processo furono presenti i seguenti imputati:
- Kurt Röpke, generale di fanteria, comandante della 46ª divisione di fanteria. Nel settembre 1943 ordinò di saccheggiare e distruggere gli insediamenti nel Donbass per creare una "zona deserta" e deportare 10.000 persone in Germania. Nel novembre 1943 ordinò di fucilare sul posto i soldati sovietici;
- Leo Kratsch, colonnello. Bruciò circa 20 insediamenti per ordine di Röpke, deportando fino a 20.000 persone in Germania, coloro che tentarono di resistere furono fucilati. Kratsch uccise personalmente 15 prigionieri di guerra sovietici;
- Georg Wilhelm, comandante a Konstantinovka e membro del NSDAP dal 1937. Ordinò gli arresti di massa e le esecuzioni dei civili. Inoltre, nel campo di Konstantinovka, guidò la selezione dei prigionieri di guerra sovietici[4]. Per ordine di Wilhelm, i ragazzi e le ragazze furono portati sotto scorta alla stazione, caricati sui carri e inviati in Germania (in un solo giorno furono portate via 2.400 persone)[22];
- Hermann Rech, gendarme, membro del NSDAP dal 1937, assistente di Wilhelm. Insieme a Wilhelm, sparò a circa 200 persone, portò circa 2.000 persone in schiavitù in Germania dando alle fiamme Konstantinovka;
- Otto Zechendorf, capo della gendarmeria e del distretto di Artëmovsk, membro del NSDAP dal 1933. Diede ordine di effettuare i rastrellamenti e gli arresti di massa;
- Gustav Zander, nato nel 1906, tenente, capo dipartimento del 1° quartier generale della 257ª divisione di fanteria. Membro del NSDAP dal 1937, fu insignito della Croce di Ferro di I e II grado. Mandò personalmente 1.000 prigionieri di guerra nei campi, dove ne morirono in 250;
- Reingold Jagow, nato nel 1914, Ortskommandantur della località di Slavjansk. Membro dell'NSDAP dal 1932, membro delle SA dal 1933, luogotenente capo dell'Abwehr. Guidò una squadra punitiva che uccise 120 persone;
- Wolfgang Lesner, capo plotone, il 13 ottobre 1942 portò tre veicoli alla miniera 4/4-bis con 120 cittadini. Le vittime furono fucilate in tre gruppi da 40 persone e i corpi gettati nella miniera;
- Wilhelm Lorenz Rotter, capo plotone del Sonderkommando del battaglione speciale della 18ª divisione, sparò e impiccò decine di persone a Odessa, Nikolaev, Gorlovka e Nikitovka. Anche il Sonderkommando in cui prestò servizio Rotter fu coinvolto nelle atrocità a Rostov sul Don e nel territorio di Krasnodar;
- Walter Gaargauz, nato nel 1904, membro del NSDAP dal 1933, colonnello, comandante del reggimento che bruciò dieci insediamenti per creare la "zona deserta";
- Heinrich Lukas, membro dell'NSDAP dal 1937, ufficiale dell'Abwehr responsabile dei campi di prigionia, nel 1943 trasportò i prigionieri di guerra a Zaporož'e: durante il viaggio, dei 1.500 prigionieri di guerra ne morirono più di 500[22];
- Willibald Regitching, membro dell'NSDAP dal 1931, SS-Hauptsturmführer, diplomato alla scuola speciale delle SS, comandante del 23º battaglione della polizia ausiliaria della SD, comandò le guardie dei campi di concentramento. Lucas e Regitching furono accusati di arresti, esecuzioni, impiccagioni e rapine. In particolare, Regitching fu accusato di aver partecipato alle operazioni punitive sul territorio dell'Oblast' di Kiev e della RSS Bielorussa[4].

## Le prove dell'accusa
Tutti gli imputati furono processati ai sensi dell'articolo 1º del Decreto del Presidium del Soviet Supremo dell'URSS del 19 aprile 1943. Le prove contro gli imputati furono:
- Le testimonianze. In particolare la testimonianza dell'ingegnere minerario Položencev[4] insieme a D. M. Butyrskij, G. D. Tiščenko (guardiano), I. P. Zadoleev (disse che nel giugno 1943 con un gruppo di operai misurarono la profondità della miniera, determinando in quanta parte fosse piena di cadaveri)[23]. Il medico del campo N. I. Perepyčaenko disse che nel campo di concentramento di Gorlovka (nell'impianto di costruzione di macchine Kirov, verrà stabilito che morirono 2.158 persone) i prigionieri di guerra venivano nutriti con barbabietole e scarti di patate[22]. I. D. Kravcov (contabile del campo di concentramento n. 378, il campo rimase in funzione dal novembre 1941 al febbraio 1943, c'erano 10.000 persone, di cui 2.000 morirono) disse che molti prigionieri dormivano sul pavimento, soffrivano di dissenteria, morivano fino a 7 persone al giorno, una volta in circa 4 ore 20 persone morirono durante il lavoro nel deposito di legname con una gelata di 30 gradi[22]. Nel febbraio 1943, l'Armata Rossa si avvicinò a Dobropillja e Krasnoarmejsk, il campo e tutte le guardie furono evacuate lasciando circa 600 persone impossibilitate a proseguire. Dopo che le guardie se ne andarono, i residenti locali aprirono le porte del campo e parte dei prigionieri si dispersero negli insediamenti vicini in cerca di cibo, subito dopo arrivarono dei soldati tedeschi che spararono alle restanti 50 persone[22].
- Le confessioni degli imputati. Gaargauz ammise che il suo reggimento bruciò 10 insediamenti[24]. Rotter disse che la sua squadra, acquartierata a Pervomajs'k, si recava regolarmente a Stalino per attuare le misure "preventive": durante i raid (il primo fu effettuato il 20 giugno 1942), furono arrestate delle persone, alcune furono fucilate e impiccate, altri furono mandati nei campi di concentramento, tolsero vestiti e scarpe dai cadaveri, allo stesso tempo, su istruzioni della Gestapo, annientarono i prigionieri del campo di concentramento principale[25]. Kratsch ammise che, per ordine di Röpke, bruciò circa 20 insediamenti, deportando in Germania fino a 10.000 persone[22].
- Le testimonianze degli imputati messe a confronto. In particolare, il colonnello Kratsch testimoniò contro Röpke[3].
- Gli atti delle commissioni della Commissione Straordinaria dello Stato e di medicina legale.
- Le foto, in particolare i cadaveri dei giustiziati.

Al processo testimoniarono un esperto medico, un sacerdote e i testimoni oculari delle esecuzioni.

## La linea di difesa e gli avvocati degli imputati
Gli imputati furono difesi da 3 avvocati sovietici: A. F. Mišustin, S. E. Melitov e A. Ja. Zajarnyj. Kurt Röpke ammise i fatti dei crimini pur rifiutando di ammettere la colpevolezza, indicando che stava eseguendo gli ordini. La responsabilità della distruzione della popolazione civile Röpke la attribuì alle SS, al Sonderkommando e all'SD.

## La sentenza
Il 30 ottobre 1947, la corte emise il verdetto:
- Röpke, G. Wilhelm. G. Lucas, G. Zander, R. Jagow, V. Lesner, O. Zechendorf, V. Rotter, G. Rech e V. Regitching - 25 anni di lavori forzati ciascuno;
- L. Kratsch - 20 anni di lavori forzati;
- V. Gaargauz - 15 anni di lavori forzati.

K. Röpke scontò la sua pena nella regione di Sverdlovsk dal febbraio 1954. Successivamente (secondo l'elenco dei gradi) fu trasferito per scontare la pena a Ivanovo.
Nel settembre 1955 l'URSS riconobbe formalmente la Repubblica Federale Tedesca e il cancelliere Adenauer accettò di ristabilire le relazioni diplomatiche e di liberare 10.000 prigionieri di guerra tedeschi. Nel 1955-1956 i condannati sopravvissuti furono rimpatriati in Germania, il generale Röpke fu rilasciato il 7 gennaio 1956 e morì 10 anni dopo a Gottinga.

## Edificio del tribunale

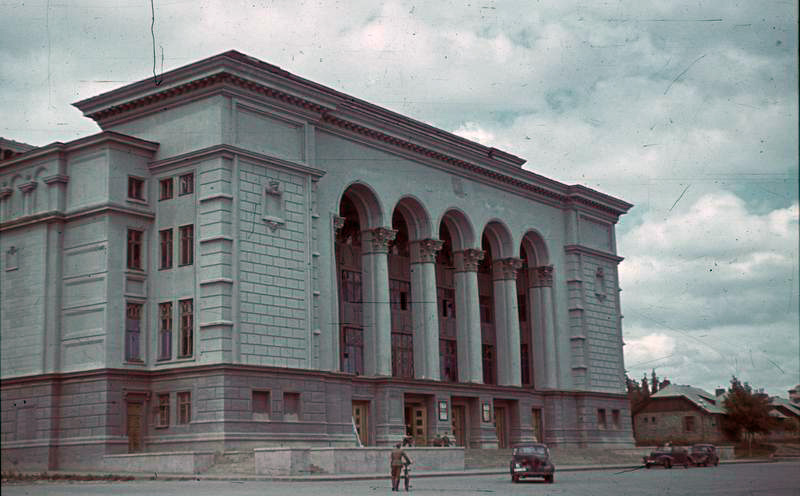
L'edificio del teatro dell'opera, dove si teneva la corte. Foto 1941.

Il processo fu celebrato nell'edificio del teatro dell'Opera, uno dei pochi edifici a non essere distrutto dai tedeschi durante la loro ritirata. L'aula poteva ospitare fino a 2.000 persone. Alle udienze parteciparono i residenti delle città della regione di Stalino e di Vorošilovgrad.
Nell'edificio dove si tenne il processo fu collocata "un'ampia vetrina con documenti fotografici raffiguranti le atrocità dei fascisti". Queste mostre fotografiche furono di uso comune in questi processi, come negli altri processi del 1947 tenuti a Novgorod e Sebastopoli.

## Copertura mediatica del processo
Il processo fu seguito dai quotidiani sovietici di Izvestija (4 pubblicazioni) e Pravda (5 pubblicazioni). Da Stalino, le informazioni sul processo furono trasmesse dal corrispondente Alexei Ionov per Pravda e P. Kharchenko per Izvestija. Izvestija pubblicò due articoli sul processo di Stalino sulla stessa pagina dei rapporti sul processo di Babrujsk e sul processo per crimini di guerra nel campo di concentramento di Sachsenhausen.

## Processi successivi

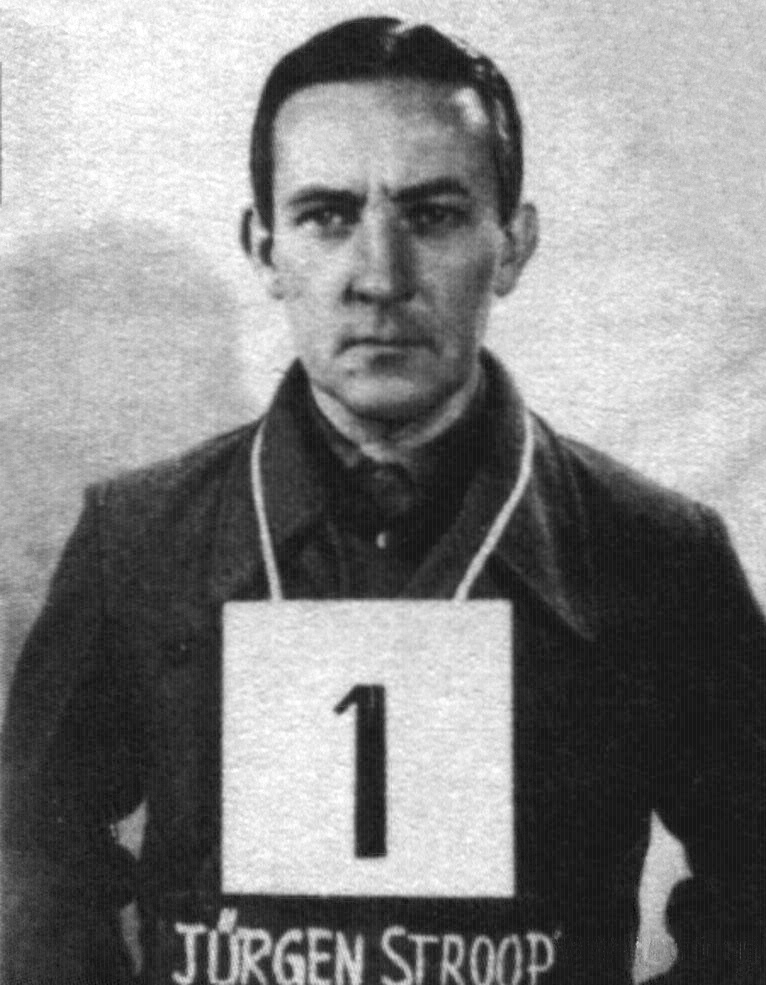
L'ispettore della polizia di sicurezza e SD di Stalino Jürgen Stroop, giustiziato nel marzo 1952.

Il processo non condannò tutti i criminali di guerra. Nel decreto sui crimini commessi nella regione di Stalino furono indicati i nomi di 80 criminali tedeschi: nessuno già presente nella lista fu tra gli imputati del processo. In seguito le autorità sovietiche continuarono a perseguire i criminali di guerra, furono preparati altri 59 procedimenti per cui furono consegnati alla giustizia 68 imputati; nella regione di Vorošilovgrad furono preparati 73 casi contro 73 imputati, tutti esaminati dai tribunali militari.
Il principale imputato per il sequestro della popolazione del Donbass, von Manstein, fu condannato nel dicembre 1949 dal tribunale militare britannico di Amburgo a 18 anni di prigione. In appello la pena fu ridotta a 12 anni. Nel 1953 von Manstein fu rilasciato "per motivi di salute", visse per altri 20 anni.
L'ispettore della polizia di sicurezza e dell'SD di Stalino, Jürgen Stroop, fu giustiziato nel marzo 1952, ma non per i crimini commessi nel Donbass, bensì per l'omicidio degli ebrei del ghetto di Varsavia. Alfried Krupp, coinvolto nello sfruttamento del Donbass durante la sua occupazione, fu condannato il 31 luglio 1948 dal Tribunale militare americano a 12 anni di carcere, ma già nel 1951 fu rilasciato.
Anche altri responsabili dei crimini di guerra sfuggirono alla punizione. Il comandante Konrad von Alberti (sotto di lui furono sterminati gli ebrei) fu catturato dagli Alleati nel maggio 1945, ma alla vigilia del processo di Stalino fu rilasciato, partì quindi verso Stoccarda dove morì nel 1967. Il comandante della guarnigione di Stalino (da aprile a settembre 1942), il generale Kittel, fu fatto prigioniero dagli americani nel maggio 1945 e rilasciato nel 1947.